# Татарка (Белорусија)
Татарка (рус; блр. Тата́рка) је насељено место са административним статусом радничке варошице (рабочий посёлок) у централном делу Републике Белорусије. Административно припада Асиповичком рејону Могиљовске области. 

## Географски положај
Налази се на око 30 км северозападно од града Бабрујска, односно 12 км југоисточно од Асиповича и 148 км од Могиљова. Кроз насеље пролази железничка траса на релацији Минск—Бабрујск. 

## Демографија
Према подацима пописа становништва из 2009. у вароши је живело свега 781 становника.

## Историја
Насеље се помиње у другој половини XIX века као село у границама Бабрујског округа, а 1873. је познато као важна станица на железничкој траси која је спајала балтичко приморје са Украјином. Од 1924. део је Асиповичког рејона Бабрујског округа.
Садашњи административни статус има од 1949. године. 